# شیریو فوجیوارا
شیریو فوجیوارا (انگلیسی: Shiryu Fujiwara؛ زادهٔ ۲۳ سپتامبر ۲۰۰۰) بازیکن فوتبال اهل ژاپن است.